# Дубовський Вадим Володимирович
Вади́м Володи́мирович Дубо́вський (нар. 21 квітня 1964, Донецьк, Українська РСР, СРСР) — український і американський оперний співак (баритон). 2014 року прославився як «співаючий далекобійник» — автор та виконавець українських романсів і власних сатиричних віршів на мелодії радянських пісень. Свої відеокліпи записує за кермом великовантажного автомобіля і викладає в мережу Інтернет.

## Біографія
Народився в Донецьку, де жив до 11-річного віку. Потім родина перебралася до Міллеровського району Ростовської області Росії, а ще за півтора року — до Києва.
Навчався в Київській середній спеціалізованій музичній школі-інтернаті ім. М. В. Лисенка. 1991 року закінчив Київський педагогічний інститут імені М. О. Горького, музично-педагогічний факультет (учитель музики, диригент).
Професійним артистом став ще коли був студентом. Творчу кар'єру починав в Академічній чоловічій хоровій капелі України імені Л. М. Ревуцького, потім продовжив у Національній заслуженій академічній капелі України «Думка», в складі якої гастролював в Польщі і Бельгії.
1991 року Вадим Дубовський вступив до Київської консерваторії (оперний вокал, драматичний баритон), клас н.а. України і Молдови Віктора Куріна), яку закінчив у 1996 році.
З 2000 року неодноразово гастролював з професійним концертним колективом у США (не як соліст), куди 2002 року перебрався на постійне проживання й 2010 року отримав американське громадянство.
З 2004 по 2007 рік працював ведучим і звукорежисером на українському радіо в Чикаго. Після припинення фінансування радіостанції став водієм шкільного автобуса, а з 2011 року — великовантажного автомобіля, «далекобійником».
Учасник вокального ансамблю Собору св. Володимира й Ольги в Чикаго.
Вадим Дубовський — шанувальник класики, має велику фонотеку класичної музики.

## Творчість

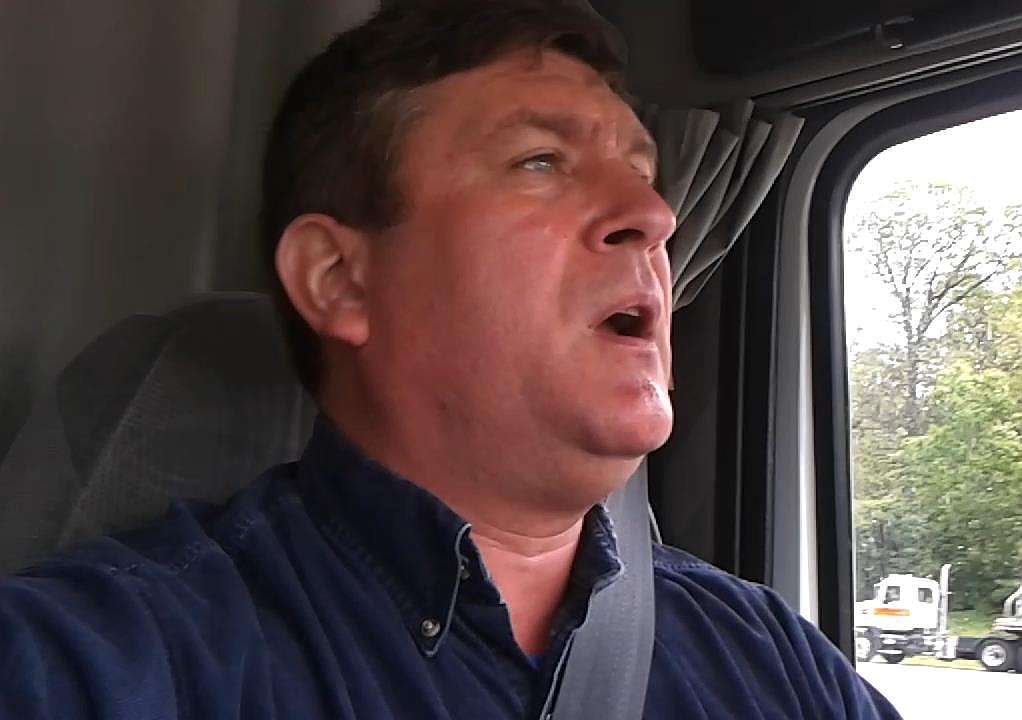
Вадим Дубовський прямо в русі виконує українську народну пісню «Місяць на небі».

2014 року, після початку російсько-української війни прославився як «співаючий далекобійник» — автор і виконавець в YouTube українських народних пісень і сатиричних віршів на мелодії радянських гімну та пісень. Героєм багатьох його віршів є Володимир Путін. Всі свої тексти Вадим Дубовський пише за кермом, записує за допомогою смартфона і публікує в мережі Інтернет.
На запитання кореспондента радіо «Свобода», чи є імпровізацією запис відеокліпу, Вадим Дубовський відповів:
|  | Іноді це триває хвилин 40, іноді — годину. Адже робота, здебільшого, в голові. Я їду, я шукаю ритми, підбираю. Спочатку у мене з'являється ідея з приводу переспіву якоїсь пісні. Як правило, я вибираю пісню, в якій є якісь внутрішні суперечності, хоча б як у сучасному гімні Росії, там дуже багато суперечностей. Якщо вдуматися в слова, які були в колишньому гімні Радянського Союзу, — це все суцільна брехня. «Союз нерушимий», який зруйнувався кінець-кінцем, «республік вільних» — про свободу цих республік ми все теж чудово знаємо. Я підшукую такі пісні, які вже містять якийсь внутрішній конфлікт, суперечність, брехню, і намагаюся переробити їх на сучасний лад. Це все триває день, два. Але часу в мене вдосталь, я їду добрими американськими дорогами і просто плету рими. А потім, коли у мене дозріває варіант тієї чи іншої пісні, тоді я витрачаю годину, рідко більше, коли у мене вийде вдалий дубль. |

Пісню у виконанні Вадима Дубовського «Ви — армія виродка!» за місяць після публікації було переглянуто понад 160 тис. разів, «Чи хочуть росіяни війни?» — більше 230 тис. разів, «Я скажу тобі, Русь!..» — більш 370 тис. разів. Всього його кліпи на Youtube за три місяці набрали більше 2,7 млн переглядів.
Гроші, зароблені від переглядів, Вадим Дубовський віддає на українську армію і допомогу постраждалим у зоні антитерористичної операції (АТО).
За перші два роки війни монетизація його каналу YouTube складала близько 2 тисяч доларів.
В своїх піснях Дубовський майже не використовує ненормативну лексику, за винятком слова «Хуйло» (нецензурним прізвиськом Володимира Путіна), а також терміна «Лугандонія» (жартівливої назви окупованих територій Донецької та Луганської областей).